# Donald Davidson
Donald Herbert Davidson (ur. 6 marca 1917 w Springfield, zm. 30 sierpnia 2003 w Berkeley w Kalifornii) – amerykański filozof analityczny, zajmujący się filozofią języka, teorią prawdy, filozofią działania i filozofią umysłu. Był profesorem w Berkeley w latach 1981-2003, wcześniej pracował m.in. na Uniwersytecie Stanforda.

## Publikacje

### Artykuły i zbiory artykułów
- Decision-Making: An Experimental Approach, & Patrick Suppes & Sidney Siegel. Stanford: Stanford University Press, 1957.
- "Actions, Reasons, and Causes," Journal of Philosophy, 60, 1963. (reprint w Davidson, 2001a.)
- "Truth and Meaning," Synthese, 17, 1967. (reprint w Davidson, 2001b.)
- "Mental Events," in Experience and Theory, Foster and Swanson (eds.). London: Duckworth. 1970. (reprint w Davidson, 2001a).
- "Agency," w Agent, Action, and Reason, Binkley, Bronaugh, and Marras (eds.), Toronto: University of Toronto Press. 1971. (reprint w Davidson, 2001a.)
- "Radical Interpretation," Dialectica, 27, 1973, 313-328. (reprint w Davidson, 2001b.)
- Semantics of Natural Languages, Davidson, Donald and Gilbert Harman (eds.), 2nd ed. New York: Springer. 1973.
- Plato's ‘Philebus’, New York: Garland Publishing. 1990.
- Essays on Actions and Events, 2gie wydanie, Oxford, Oxford University Press, 2001a.
- Inquiries into Truth and Interpretation, 2nd ed. Oxford: Oxford University Press. 2001b.
- Subjective, Intersubjective, Objective. Oxford: Oxford University Press. 2001c.
- Problems of Rationality, Oxford: Oxford University Press. 2004.
- Truth, Language, and History: Philosophical Essays, Oxford: Oxford University Press. 2005.
- Truth and Predication. Cambridge, Mass., Harvard University Press, 2005. ISBN 978-0-674-01525-8
- The Essential Davidson. Oxford: Oxford University Press. 2006.

### Dostępne po polsku
- Eseje o prawdzie, języku i umyśle, wybrała i wstępem poprzedziła Barbara Stanosz, Warszawa, Wydawnictwo Naukowe PWN, 1992.
- Myśl i mowa [w:] Barbara Stanosz (red.) Język w świetle nauki, przeł. Barbara Stanosz, Warszawa: Czytelnik 1980. (Thought and Talk)
- Zdarzenia mentalne [w:] Barbara Stanosz (red.) Empiryzm Współczesny, przeł. Tadeusz Baszniak, Warszawa: Wydawnictwo UW 1991. (Mental Events)
- O schemacie pojęciowym [w:] Barbara Stanosz (red.) Empiryzm Współczesny, przeł. Jarosław Gryz, Warszawa: Wydawnictwo UW 1991. (On the Very Idea of Conceptual Scheme)
- Metoda prawdy w metafizyce [w:] Tadeusz Szubka (red.) Metafizyka w filozofii analitycznej, przeł. Tadeusz Szubka, Lublin: Wydawnictwo KUL 1995 (The Method of Truth in Methaphysics)
- Szaleństwo prób definiowania prawdy [w:] Urszula Żegleń (red.) Dyskusje z Donaldem Davidsonem o prawdzie, języku i umyśle, Lublin: Towarzystwo Naukowe KUL 1996. (The Folly of Trying to Define Truth)